# CINDACTA

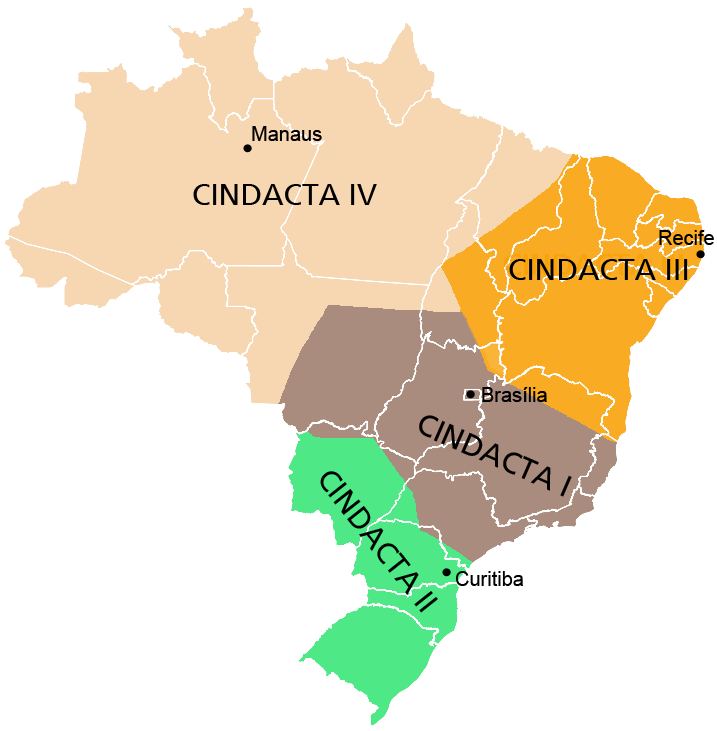
Los cuatro centros CINDACTA de Brasil.

CINDACTA es el centro de control aéreo de Brasil. Se conoce con el acrónimo CINDACTA que son las iniciales de "Centro Integrado de Defesa Aérea e Controle de Tráfego Aéreo" (Centro Integrado de Defensa Aérea y Control del Tráfico Aéreo). Cuatro centros CINDACTA se encuentran operativos en Brasil, cada uno de ellos es responsable de una zona del espacio aéreo del país.
- CINDACTA I (Brasília).
- CINDACTA II (Curitiba).
- CINDACTA III (Recife).
- CINDACTA IV (Manaus).